# Simurgue

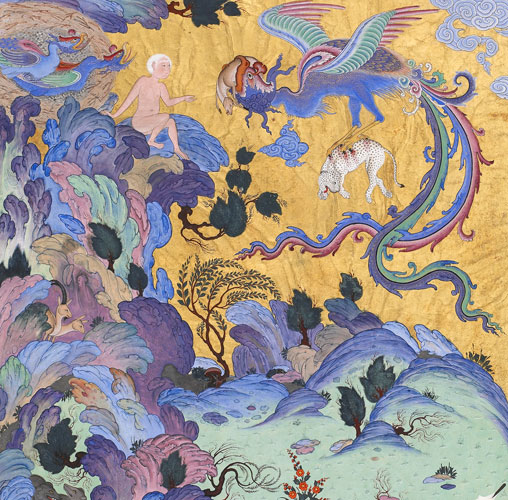
Simurgue retornando ao ninho de Zal e seus filhotes (detalhe).—"Zal é Avistado por uma Caravana", (Tahmasp Shahnamah, fol. 62v), Galeria Sackler LTS1995.2.46

Simurgue em persa: سیمرغ; romaniz.: Simurɣ) ou e também conhecido como Anga (em persa: عنقا; romaniz.: Anɣa), é o nome persa moderno para uma fabulosa, benevolente, e mítica criatura alada. A personagem pode ser encontrada em todos os períodos da arte e literatura Iranianas, e também é evidente na iconografia da Armênia medieval, no Império Bizantino, e em outras regiões que estavam dentro da esfera da influência cultural persa.
O nome Simurgue deriva do pálavi sēnmurw  (e anteriormente sēnmuruγ), também atestada no Persa Médio Pāzand como sīna-mrū. O termo Persa Médio, por sua vez, deriva de avéstico mərəγō Saēnō "o pássaro Saena", originalmente um raptor, provavelmente uma águia, falcão ou gavião, como pode ser deduzido do cognato sânscrito śyenaḥ "raptor, águia, ave de rapina" que também aparece como uma figura divina. Saēna é também um nome pessoal, que é raiz do nome.

## Mitologia

### Forma e função

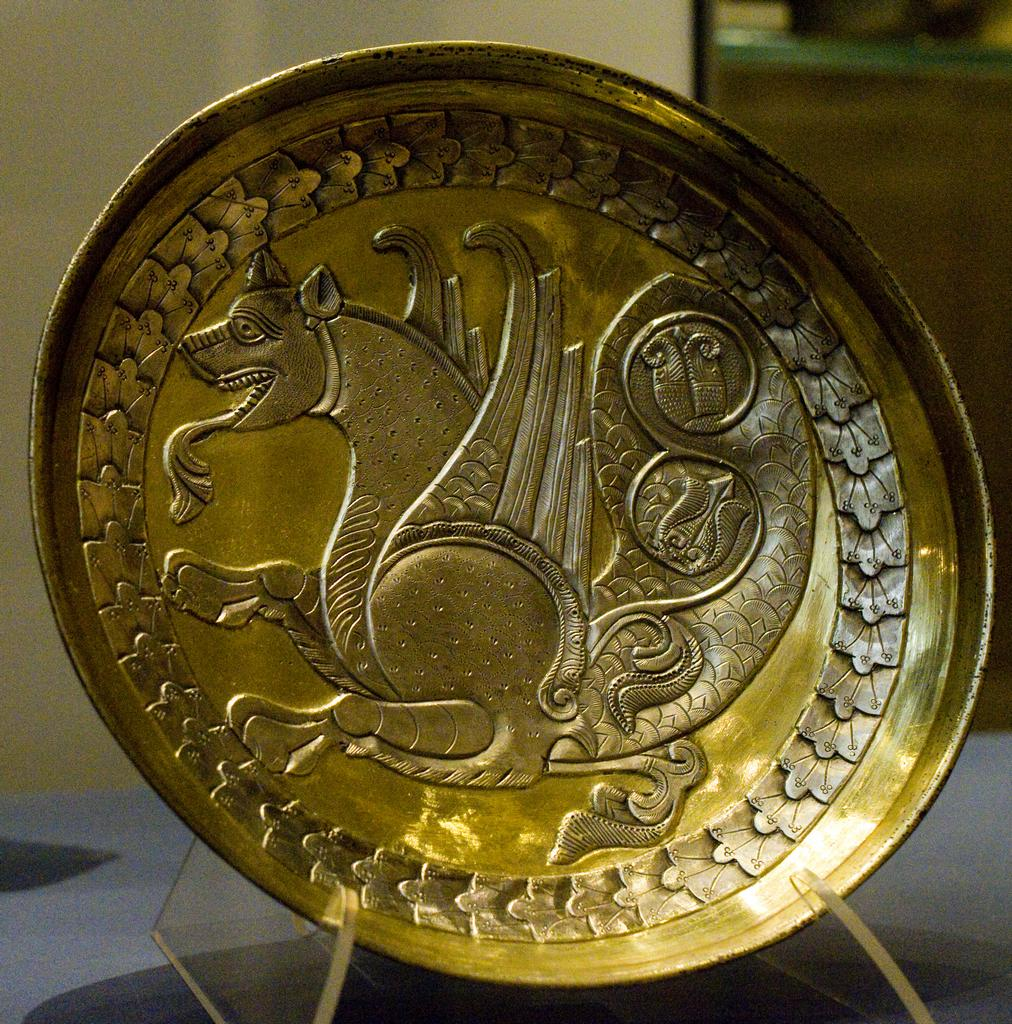
Prato sassânida de prata de uma Simurgue (Sēnmurw), séculos VII ou VIII

Simurgue é retratada na arte iraniana como uma criatura alada, na forma de um pássaro, gigante o suficiente para carregar um elefante ou uma baleia. Ela aparece como uma espécie de pavão com a cabeça de um cão e as garras de um leão, no entanto, às vezes também com um rosto humano. A Simurgue é inerentemente benevolente e evidentemente do sexo feminino. Sendo uma parte mamífera, ela amamenta seus filhotes. Ela tem uma inimizade com cobras e seu habitat natural é um local com água em abundância. Suas penas são descritas sendo da cor de cobre, e apesar de ter sido inicialmente descrita como sendo um cão-pássaro, mais tarde, mostrou-se tanto com a cabeça de um homem, quanto com a de cão.
"Si-", o primeiro elemento do nome, está relacionado na etimologia antiga ao respectivo Persa Moderno si "trinta". Embora este prefixo não esteja historicamente relacionado com a origem do nome Simurgue, "trinta" foi no entanto a base de lendas que incorporam esse número como, por exemplo, a de que a Simurgue era tão grande quanto trinta aves ou teve trinta cores (siræng).
Lendas iranianas consideram a criatura tão velha que viu a destruição do Mundo por três vezes. A Simurgue aprendeu muito por viver tanto tempo e considera-se que possui o conhecimento de todas as Eras. Em uma lenda, afirma-se que o Simurgue vive 1.700 anos antes de mergulhar-se em chamas (muito parecido com a Fênix).
A Simurgue era considerada a purificadora da terra e das águas e, consequentemente, concedia a fertilidade. A criatura representava a união entre a terra e o céu, servindo como mediador e mensageiro entre os dois. A Simurgue abrigava-se na Gaokerena, o Hom (avéstico: Haoma), Árvore da Vida, que fica no meio do mar primordial Vourucaxa. A planta, que é um potente remédio, é chamado de tudo-cura, e as sementes de todas as plantas são depositadas sobre ele. Quando a Simurgue levanta voo, as folhas da árvore da vida sacodem fazendo todas as sementes de cada planta caírem. Estas sementes flutuam ao redor do mundo sobre os ventos de Vayu-Vata e as chuvas de Tistria, e segundo a cosmologia, enraizam-se para tornarem-se cada tipo de planta que já viveu, e curando todas as doenças da humanidade.

Emblema do Império Sassânida

A relação entre a Simurgue e Hom e é extremamente íntima. Como a Simurgue, Hom é representado como um mensageiro e com a essência da pureza que pode curar qualquer doença ou ferimento. HOM é a essência da divindade, uma propriedade que partilha com o Simurgue. O Hōm vai além da condução de farr(ah) (Persa Médio: khwarrah, avéstico: khvarenah, kavaēm kharēno) "glória divina" ou "fortuna". Farrah por sua vez representa o Direito divino dos reis que era o fundamento da autoridade do rei.
Ele aparece como um pássaro, descansando sobre a cabeça ou os ombros de aspirantes a reis e clérigos, indicando a aceitação de Aúra-Masda do indivíduo como seu representante divino na Terra. Para o povo, Barã envolve com a fortuna / glória "ao redor da casa do adorador, a riqueza em gado, como o grande pássaro Saena, assim como as nuvens carregadas cobrem as grandes montanhas" (cf Iaste 14,41,. As chuvas de Tistria). Como a Simurgue, Farrah também está associado com as águas do Vourucaxa (Iaste 19,51, .56-57). Em Iaste 12.17 a árvore de Simurgue (Saēna) fica no meio do mar Vourukaša, que é um potente medicamento chamado tudo-cura, e as sementes de todas as plantas são depositadas sobre ele.

### NoÉpica dos Reis

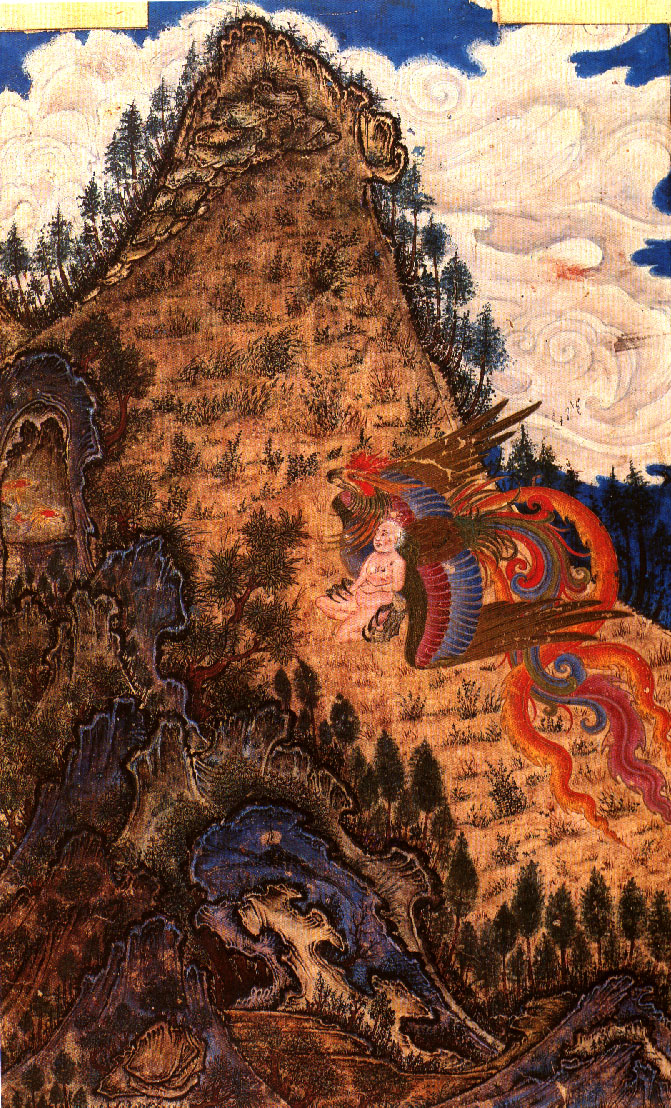
Zal e o Simurgue

A Simurgue fez a sua aparição mais famosa no épico de Ferdusi, Épica dos Reis, onde o seu envolvimento com o Príncipe Zal é descrito. De acordo com o Épica dos Reis, Zal, filho de Saam, nasceu albino. Quando Saam viu seu filho albino presumiu que a criança era prole de demônios e abandonou a criança na montanha Alborz.
O choro da criança foi levado aos ouvidos da compassiva Simurgue, que buscou a criança e a criou como se fosse sua. Zal foi ensinado com muita sabedoria pela amorosa Simurgue, que possui todo o conhecimento, mas o tempo passou e ele se transformou  em um homem e ansiava para se juntar ao mundo dos homens. Embora a Simurgue estivesse muito triste, ela lhe deu três penas de ouro para que ele pudesse queimar se ele precisasse de sua ajuda.
Ao retornar a seu reino, Zal se apaixonou e se casou com a bela Rudaba. Quando chegou a hora de seu filho nascer, o parto foi longo e terrível; Zal estava certo de que sua esposa iria morrer no trabalho de parto. Rudaba estava perto da morte quando Zal decidiu convocar a Simurgue. A Simurgue apareceu e o instruiu sobre como realizar uma cesariana poupando Rudaba e a criança, que se tornou um dos maiores heróis persas, Rustã. Simurgue também aparece na história dos Sete Julgamentos de Esfandiar e na história de Rustã e Esfandiar.

### No folclore Azeri
Simurgue também atende pelo nome de Zunrude (Esmeralda). Era um antigo conto sobre Maleque Mamade, filho de um dos reis mais ricos do Azerbaijão. Esse rei tinha um grande jardim. No centro deste jardim havia uma macieira mágica que produzia maçãs todos os dias. Um gigante feio chamado Dive decide roubar todas as maçãs, todas as noites. O rei enviou Maleque Mamade e seus irmãos mais velhos para lutar contra o gigante. No meio deste conto Maleque Mamade salva os bebês de Simurgue de um dragão. Simurgue em gratidão a Maleque Mamade decide ajudá-lo. Quando Maleque Mamade quer passar do Mundo das Sombras para o Mundo da Luz Simurgue pede-lhe para providenciar 40 carcaças de carne e 40 odres cheios de água. Quando Simurgue põe água na sua asa esquerda e carne na sua asa direita Maleque Mamade é capaz de entrar no Mundo da Luz.

### Na poesia Sufi

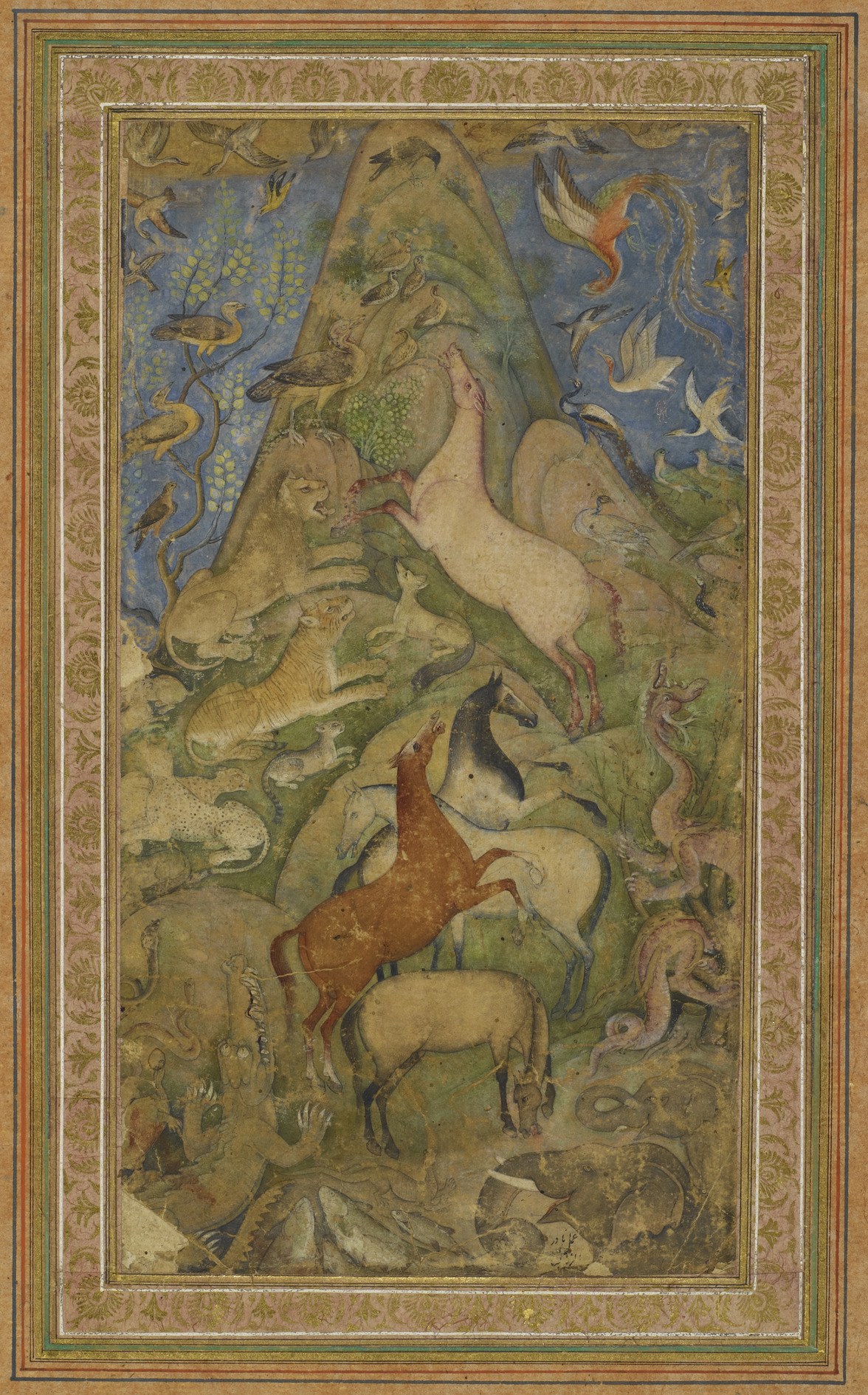
Simurgue das obras de Attar de Nixapur

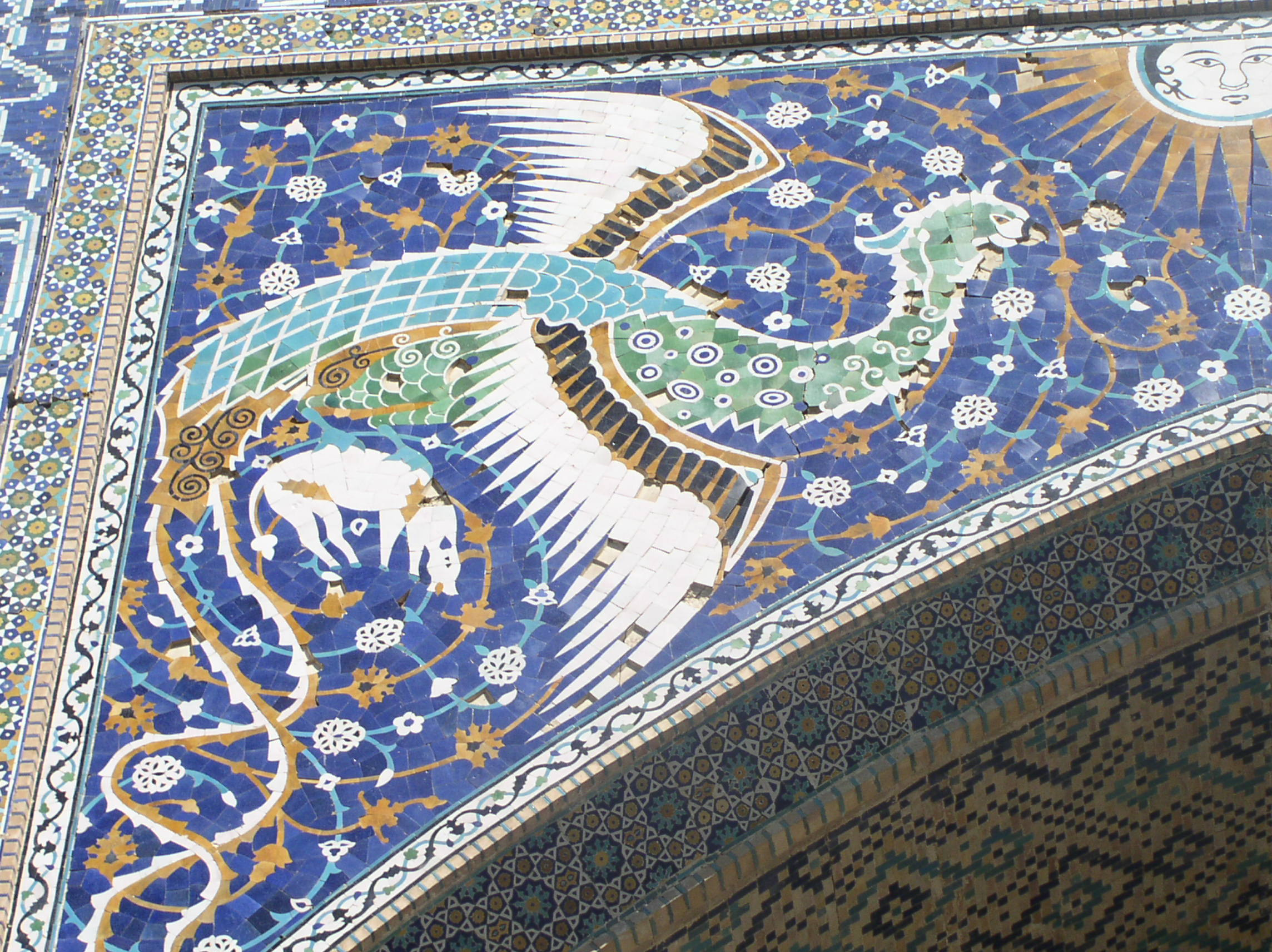
Decoração do lado de fora da Madraça de Nadir Divã-Begi, Bucara

Nas literaturas persas Clássica e Moderna a Simorg é frequentemente mencionado, em especial como uma metáfora para Deus no misticismo sufi. No século XII, em A Conferência dos Pássaros, o poeta sufi iraniano Attar de Nixapur escreveu sobre um bando de pássaros peregrinos em busca da Simurgue. De acordo com o conto do poeta, a Simurgue tem trinta furos em seu bico e aspirava o vento através deles, sempre que ela estava com fome. Os animais ouviam uma música bonita e reuniam-se no pico de uma montanha, onde eram comidos pela Simurgue.
Através da assimilação cultural, a Simurgue foi introduzida ao mundo de língua árabe, onde o conceito foi confundido com outras aves míticas árabes como o Goguenus, um pássaro que tem uma relação mítica com a tamareira, e mais adiante com o Rukh (a origem da palavra "Roca").

### No folclore Curdo
A palavra Simurgue é encurtada para Sīmīr na língua curda. O estudioso Trever cita dois contos curdos sobre o pássaro. Estas versões tem um fundo em comum com as histórias iranianas de Simorg. Em um dos contos, um herói salva os filhotes de Simurgue matando uma cobra que estava subindo na árvore para devorá-los. Como recompensa Sīmīr (Simurgue) lhe dá três de suas penas, que o herói pode usar para pedir por sua ajuda ao queimá-las. Mais tarde, o herói usa as penas, e Simurgue transporta-o para uma terra distante. Em outro conto, Simurgue leva o herói para fora do inferno; aqui Simurgue amamenta sua cria, um traço que coincide com a descrição da Simurgue no livro de Zdspram, do Persa Médio. Em outro conto, Simurgue alimenta o herói na jornada, enquanto o herói alimenta Simirugh com pedaços de gordura de ovelha.

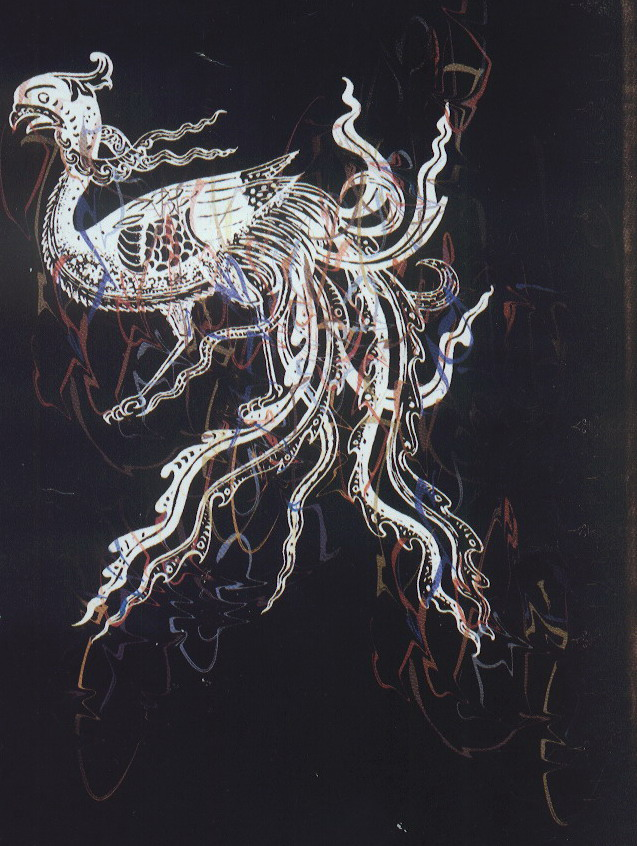
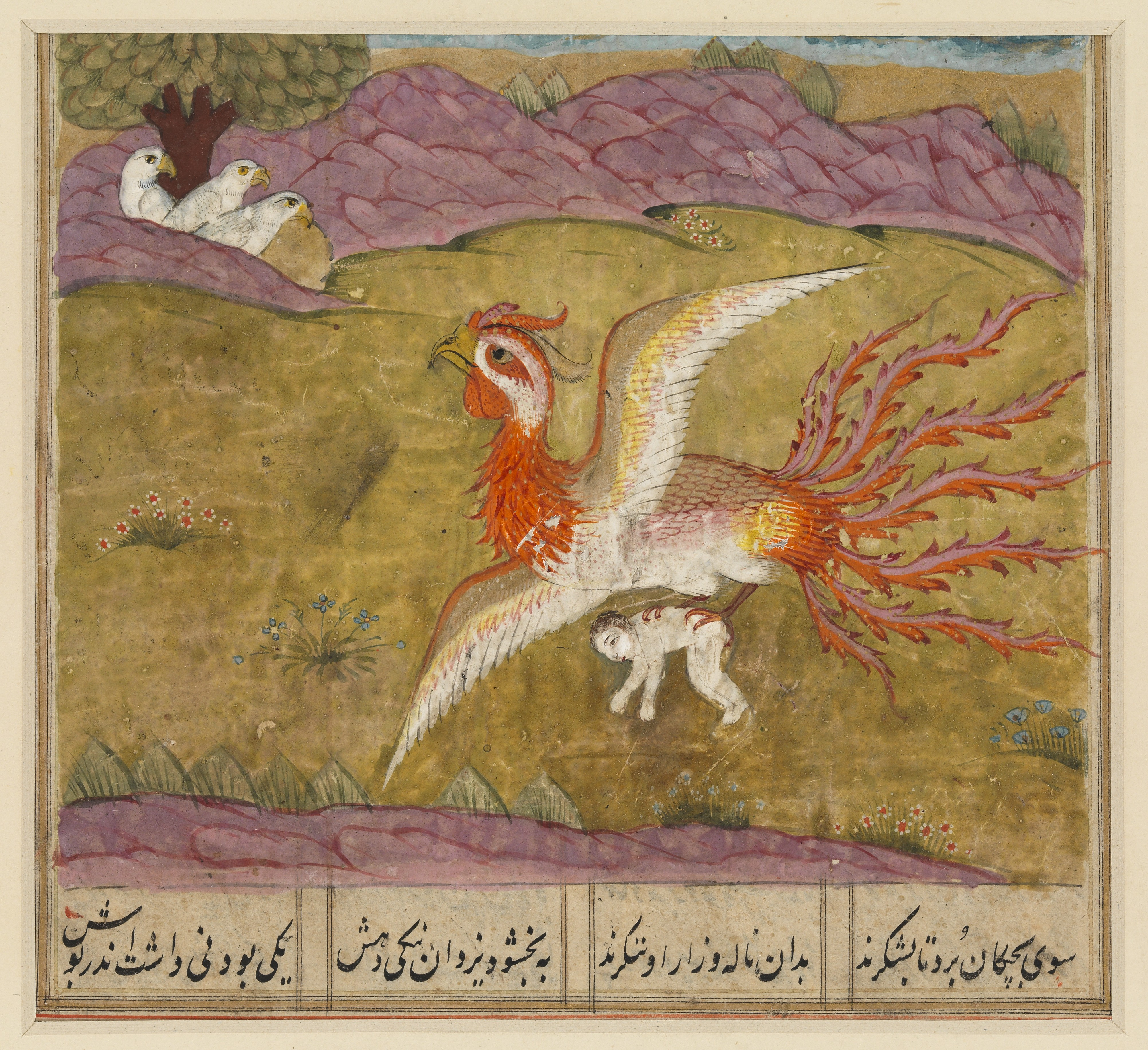
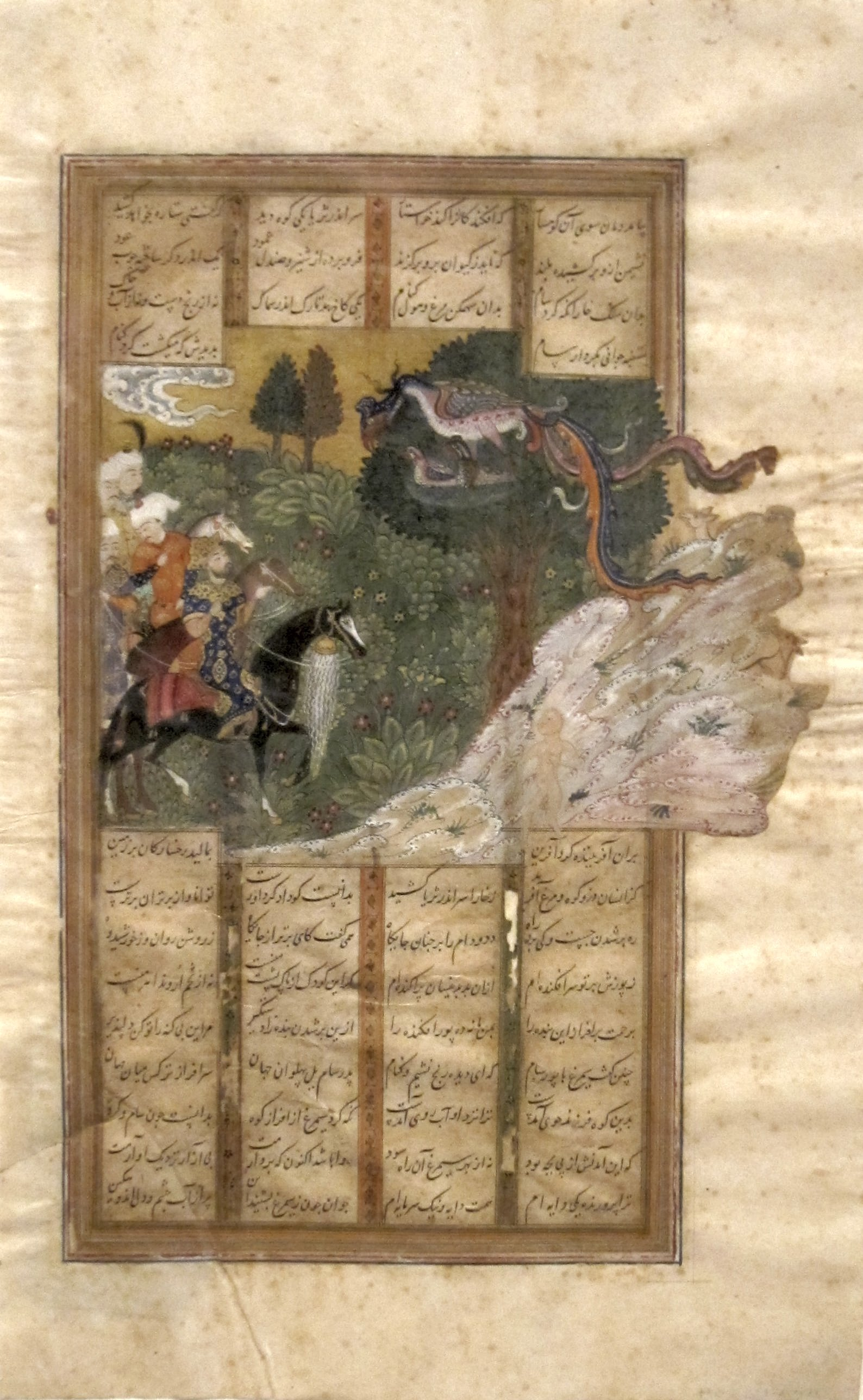
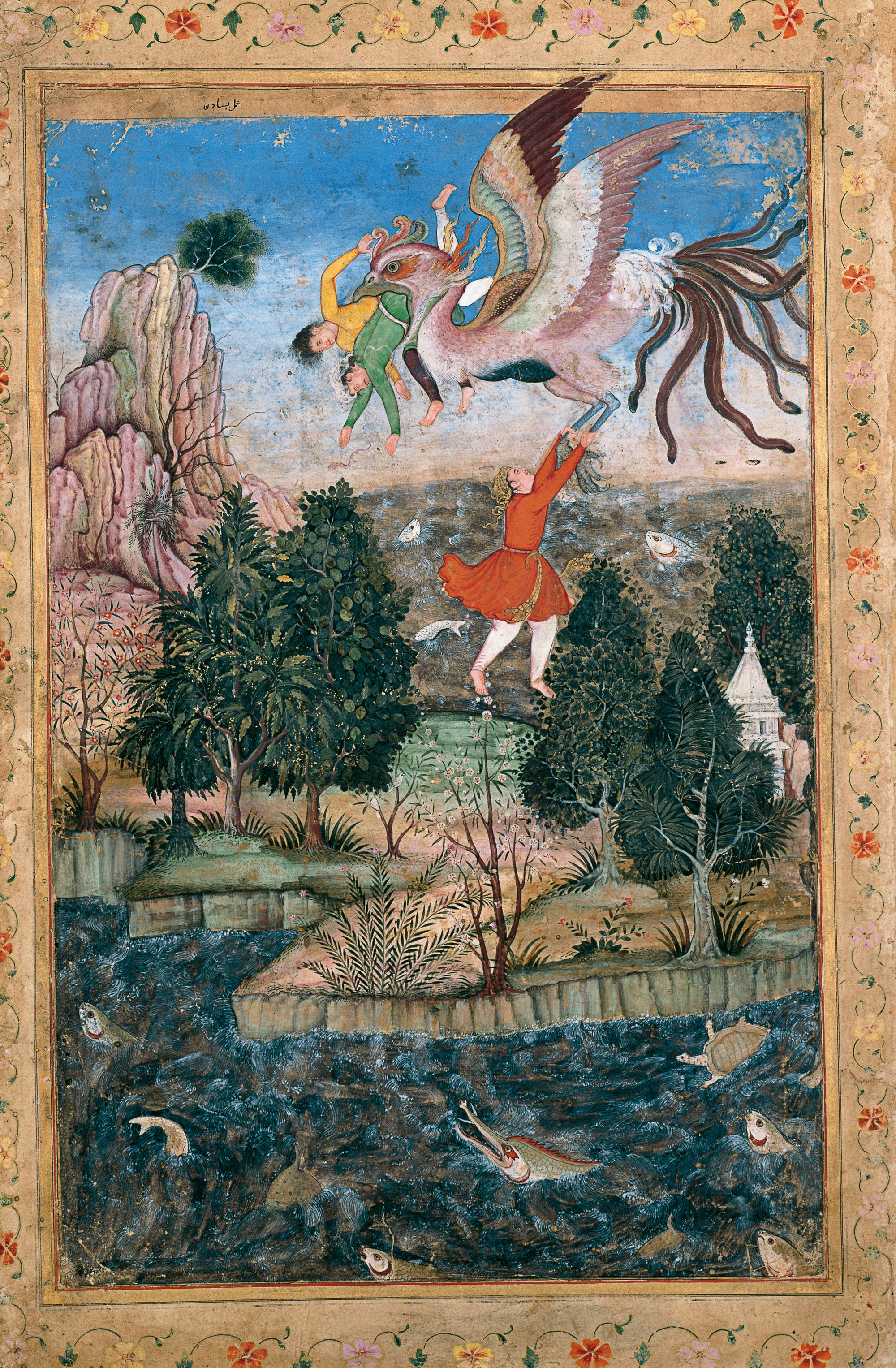
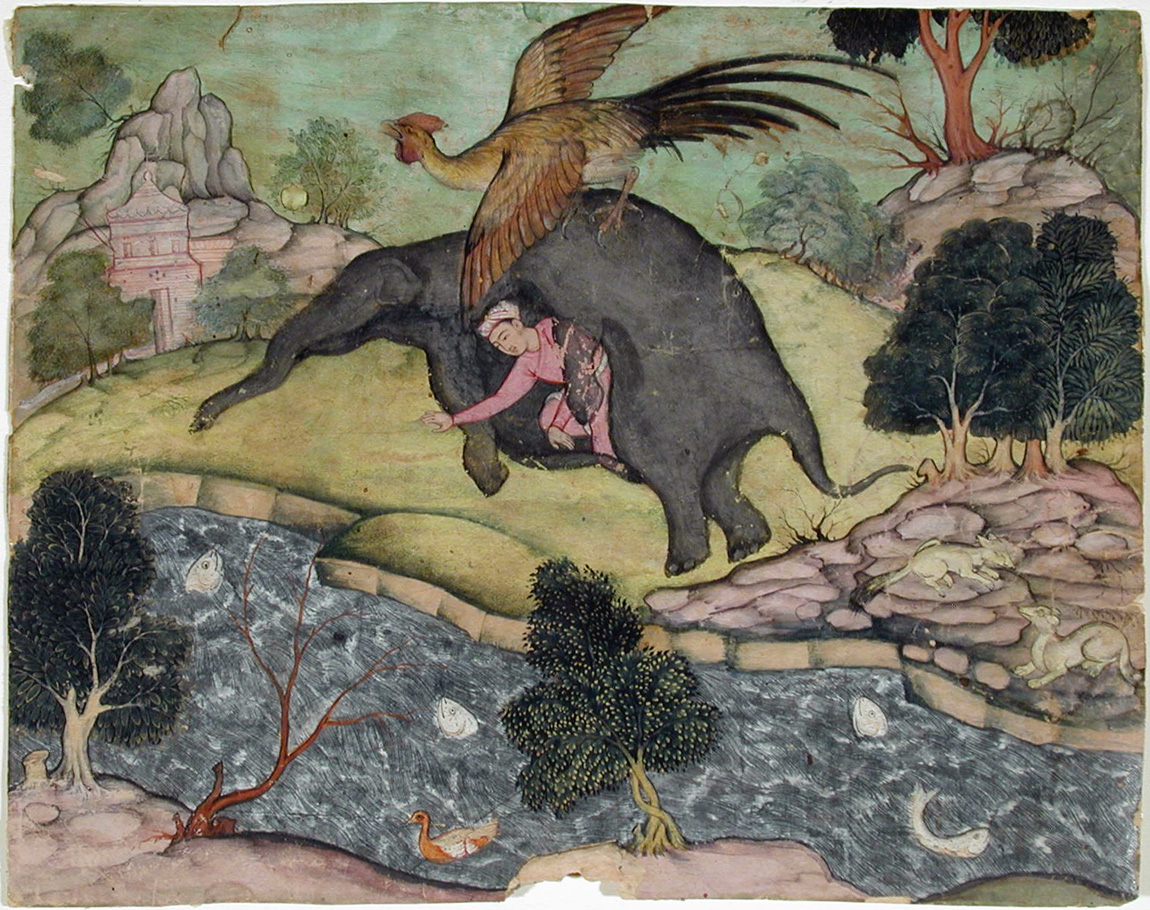